# Giorgia Tanturli
Giorgia Tanturli (née le 1er septembre 1981 à Rome) est une joueuse italienne de volley-ball. Elle mesure 1,68 m et joue au poste de passeuse.

## Clubs
| Club                    | Pays   | De        | À         |
| ----------------------- | ------ | --------- | --------- |
| Al Pam                  | Italie | 1995-1996 | 1995-1996 |
| Gierre Roma             | Italie | 1996-1997 | 1997-1998 |
| Casal De' Pazzi         | Italie | 1998-1999 | 2004-2005 |
| Virtus Roma             | Italie | 2005-2006 | 2007-2008 |
| Aprilia Volley          | Italie | 2008-2009 | 2009-2010 |
| River Volley Piacenza   | Italie | 2010-2011 | 2010-2011 |
| Volleyball Santa Croce  | Italie | 2011-2012 | 2011-2012 |
| Verona Volley Femminile | Italie | 2012-2013 | …         |